# 健康保険法
健康保険法（けんこうほけんほう、大正11年4月22日法律第70号）は、労働者およびその被扶養者の業務災害以外の疾病、負傷もしくは死亡または出産に関する医療保険給付等に関する日本の法律である。略称は、健保法（けんぽほう）である。
日本における公的医療保険制度の中核をなす法律である。1922年4月22日公布、1926年7月1日施行。

## 構成
- 第1章 総則（第1条 - 第3条）
- 第2章 保険者
  - 第1節 通則（第4条 - 第7条）
  - 第2節 全国健康保険協会（第7条の2 - 第7条の42）
  - 第3節 健康保険組合（第8条 - 第30条）
- 第3章 被保険者
  - 第1節 資格（第31条 - 第39条）
  - 第2節 標準報酬月額及び標準賞与額（第40条 - 第47条）
  - 第3節 届出等（第48条 - 第51条の2）
- 第4章 保険給付
  - 第1節 通則（第52条 - 第62条）
  - 第2節 療養の給付及び入院時食事療養費等の支給
    - 第1款 療養の給付並びに入院時食事療養費、入院時生活療養費、保険外併用療養費及び療養費の支給（第63条 - 第87条）
    - 第2款 訪問看護療養費の支給（第88条 - 第96条）
    - 第3款 移送費の支給（第97条）
    - 第4款 補則（第98条）

  - 第3節 傷病手当金、埋葬料、出産育児一時金及び出産手当金の支給（第99条 - 第109条）
  - 第4節 家族療養費、家族訪問看護療養費、家族移送費、家族埋葬料及び家族出産育児一時金の支給（第110条 - 第114条）
  - 第5節 高額療養費及び高額介護合算療養費の支給（第115条・第115条の2）
  - 第6節 保険給付の制限（第116条 - 第122条）
- 第5章 日雇特例被保険者に関する特例
  - 第1節 日雇特例被保険者の保険の保険者（第123条）
  - 第2節 標準賃金日額等（第124条 - 第126条）
  - 第3節 日雇特例被保険者に係る保険給付（第127条 - 第149条）
- 第6章 保健事業及び福祉事業（第150条 - 第150条の10）
- 第7章 費用の負担（第151条 - 第183条）
- 第8章 健康保険組合連合会（第184条 - 第188条）
- 第9章 不服申立て（第189条 - 第192条）
- 第10章 雑則（第193条 - 第207条）
- 第11章 罰則（第207条の2 - 第222条）
- 附則

## 資格
- 保険医
- 保険薬剤師

## 被保険者の権利
健康保険法被保険者は、法61条にあるように、法52条の保険給付を受ける権利を有し、またその権利は、譲り渡し、担保に供し、又は差し押さえることができない。